# 국가행위의제이론
국가행위의제이론(state action doctrine)이란 사인의 행위를 국가행위로 포섭하는 미국의 헌법이론이다. 미국은 자연법적 기본권사상에 입각하여 기본권의 대사인적 효력을 인정하지 않는다. 그러나 미국 연방대법원은 이른바 ‘국가행위의제이론’을 구성해서 사인의 행위를 국가의 행위와 동일시하거나 적어도 국가작용인 것처럼 의제하여 사인간에도 기본권규정이 적용됨을 인정하고 있다. 이는 기본권의 효력이 원칙적으로 국가권력에만 미친다는 종래의 입장을 유지하면서 기본권의 대사인적 효력을 인정하는 이론이다. 유형으로는 국가재산이론, 국가원조이론, 통치기능이론, 사법집행이론, 특권부여이론 등이 있다.

## 사례
- 정부가 종교단체에서 운영하는 사립학교에 교과서를 지원하는 행위는 국가행위로 의제되어 종교에 따른 차별이 될 수 있다.
- 정부의 인가행위는 충분한 국가행위가 포함되지 않아 국가행위로 의제되지 않는다. 따라서 정부인가기관의 행위를 그 자체로는 국가행위로 보지 않는다.

## 같이 보기
- 시민

## 참고 문헌
김종일, 기본권의 대사인적 효력에 관한 검토-미국 국가행위의제이론의 수용에 관련하여